# レイチェル・リーヴス
レイチェル・ジェーン・リーヴス（Rachel Jane Reeves）は、イギリスの政治家。労働党所属の庶民院議員（5期）、財務大臣（第77代）。

## 来歴

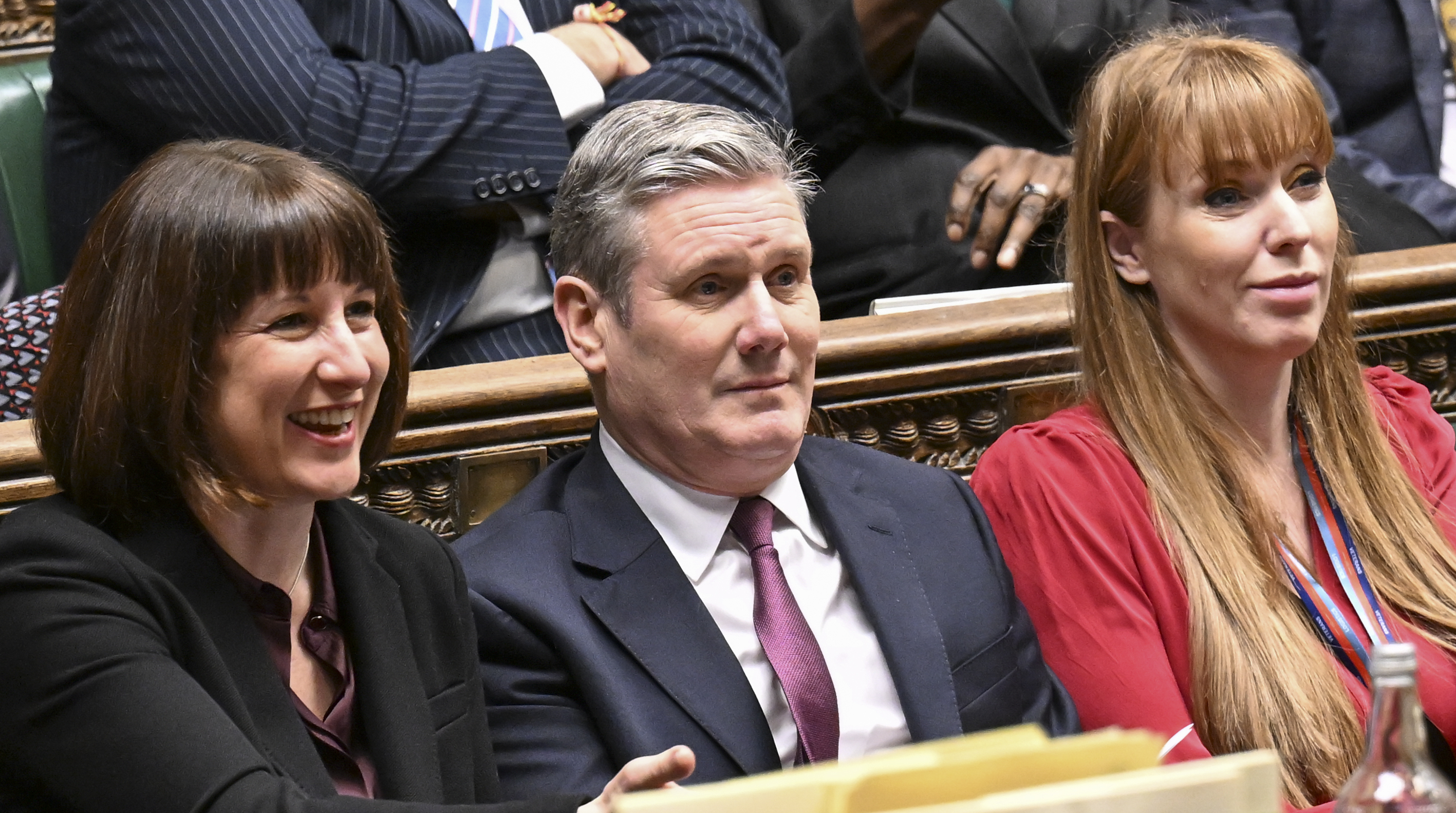
キア・スターマー（中央）やアンジェラ・レイナー（右）と共に（2024年2月7日）

1979年2月13日にロンドンのルイシャムで教師の娘として生まれた。彼女はベッケンハムのケーターパーク女子学校で教育を受けた。在学中、彼女は現在廃止された英国女子チェス協会が主催するトーナメントで、英国のU-14女子チェス選手権のタイトルを獲得した。彼女はオックスフォード大学のニューカレッジで学んだ後、彼女はロンドン・スクール・オブ・エコノミクスで経済学の修士号を取得した。
大学を卒業した後、リーヴスはイングランド銀行で働いた。彼女は2006年にリーズに移り、HBOSの小売部門で働いた。
リーヴスは、2005年の総選挙でブロムリーとチズルハースト選挙区で労働党議会候補者として立候補したが、現職の保守党議員エリック・フォースに次いで2位に終わった。2006年のフォースの死後、彼女は2006年の補欠選挙にも出馬したが、4位に終わった。得票は10,241票から1,925票に減少し、労働党の「屈辱」と表現された。この結果は1991年以来、与党にとって最悪の結果だった。
リーブスはその後、2010年の総選挙でリーズ・ウェスト選挙区から立候補し、初当選した。
2010年労働党党首選挙では、エド・ミリバンドを支持した。
2010年10月に影の年金大臣に任命された。彼女は男性と女性の年金受給年齢の均等化の加速に反対するキャンペーンを行った。
2020年、リーヴスは影のランカスター所領担当大臣に任命され、ブレグジットの対応にあたった。
2021年5月9日の影の内閣改造で影の財務大臣に任命された。女性が影の財務大臣に任命されるのは2人目である。
2024年の総選挙で労働党が政権を獲得し、スターマー内閣が発足したことを受けて財務大臣に就任した（イギリス史上初の女性財務大臣）。

### 財務大臣として
リーヴスは財務大臣就任にあたり、「大金があるわけではない」ため「民間投資は成功する経済の生命線」であると信じており、民間投資を「解き放つ」ことに重点を置くと述べた。
2024年12月8日、次期予算の情報を庶民院で発表するより先に、アメリカのメディアに情報提供したとしてリンジー・ホイル庶民院議長より叱責された。

## 政策・主張
HS2プロジェクトを支持している。
労働党の親イスラエル派閥「イスラエルの労働党の友」の副議長であり、アウシュビッツ・ビルケナウ財団を支援している。